# Centropseustis
Centropseustis là một chi bướm đêm thuộc họ Crambidae.